# Soul Blazer
Soul Blazer, conocido en Japón como Soul Blader (ソウルブレイダー, Sōru Bureidā), es un Action-RPG para Super Nintendo desarrollado por Quintet y publicado por Enix en 1992. Es un juego similar en temática al anterior juego de Quintet ActRaiser, ya que el jugador toma el papel de un ángel enviado por una deidad para destruir monstruos y liberar las almas capturadas de los seres vivos del planeta. Para muchos  es considerado el primer juego de la "Soul Blazer Trilogy", seguido por Illusion of Gaia y Terranigma. Aunque hay muchas similitudes tanto en la jugabilidad como en los temas en la historia entre los tres títulos, no están oficialmente acreditados como trilogía o saga, al igual de la inclusión de Robotrek y The Granstream Saga por la diversidad de elementos y menciones de la trilogía mencionada.
En Soul Blazer el jugador controla a Blazer (en japonés Blader), un ángel enviado por Dios para reconstruir el mundo destruido por Deathtoll (en japonés "Destor") quien ha capturado las almas de todos los seres vivos del planeta.

## Sistema de juego
El jugador debe liberar a varias ciudades luchando contra monstruos en típicas batallas de mazmorras. Cuando se elimina la guarida de un monstruo en una mazmorra, el alma de un antiguo inquilino de una ciudad queda liberada y reencarnada. Suele ser el alma de un humano, aunque también podría ser la de un delfín o un tulipán parlante. De esta forma, las ciudades van liberándose y reconstruyéndose. Los nuevos ciudadanos darán consejo al jugador, así como ofrecerle útiles objetos. Cuando el jugador derrota al gran jefe que confinaba el alma de un habitante, la zona se despeja, permitiendo continuar al jugador. Una vez el héroe ha emancipado las seis primeras ciudades, se le garantiza el acceso al Inframundo, donde aguarda el enemigo final.

## Argumento

### Sinopsis
El Maestro envía a uno de sus camaradas celestiales en la forma de un guerrero humano al Imperio de Freil, donde el espíritu maligno, Deathtoll, ha arrasado todas las ciudades y apresado a todas las criaturas vivientes en guaridas custodiadas por monstruos, dejando el mundo vacío. El héroe debe liberar las almas de las criaturas aniquilando a los monstruos, e ir repoblando el mundo paulatinamente.
El guerrero viaja por el reino abatiendo monstruos en seis regiones distintas para reunir seis piedras mágicas, cada una de distinto color, y así poder abrir la senda hacia Deathtoll, que mora en el Inframundo. El protagonista debe encontrar también tres artefactos sagrados para invocar el ave fénix para vencer a Deathtoll.
Durante su aventura, el guerrero se enamorará de Lisa, la hija de un genial inventor llamado Dr. Leo, y se enterará de que el caos en que está sumido el mundo es producto de la encarcelación de Dr. Leo, llevada a cabo por el rey Magridd, quien le ordenó que fabricara un artilugio con que contactar con Deathtoll. Tras ser evocado, Deathtoll ofreció un pedazo de oro por cada alma de su reino, y tras la consulta a su mujer, este aceptó el trato, pero al final acabó atrapado él mismo. Dr. Leo, que aún se encontraba en la prisión del castillo del rey Magridd, es liberado por el héroe y pierde su vida al asesinar a la reina, que aún trataba de hacer negocios con Deathtoll. 
Tras haber llegado al Inframundo y vencido a Deathtoll, el guerrero vuelve al cielo. Sin embargo, un año después, dándose el Maestro cuenta de que el guerrero anhelaba su vida humana, decide devolverle al Imperio Freil bajo la condición de que olvidase su pasado. El héroe se despierta en el Valle del Prado, donde es hallado por Lisa y, aunque él no puede reconocerla, comienzan una nueva amistad.

### Personajes
- El Héroe (Blazer) es el protagonista, una deidad enviada por el Maestro para devolver la vida a las criaturas terrestres. Es capaz de comunicarse con cualquier criatura viviente y empuña una espada con la que se hace paso a través de los ejércitos de Deathtoll, auxiliado por las almas ayudantes. En Illusion of Time, es apelado Blazer por el jefe oculto.

- El Maestro es la principal deidad en el mundo de Soul Blazer. Los habitantes de las ciudades, cuando se encuentran cerca de la muerte, dicen haber escuchado la voz del Maestro llamándoles. El Maestro transporta al héroe por las distintas regiones del mundo. Es también el encargado de guardar la partida, y cuando el héroe accede a su templo, su salud aumentará hasta conseguir su máxima capacidad.

- Dr. Leo es un científico que creó el artilugio mediante el cual el pacto entre el rey y Deathtoll fue ejecutado. Es también el creador de pinturas tan realistas que uno podría introducirse en ellas con sólo tocarlas. A pesar de su trabajo como científico, siente un fuerte vínculo con la naturaleza. Su nombre podría provenir de Leonardo da Vinci.

- Lisa es la hija de Dr. Leo y vive sola en un pueblo del Valle del Prado. Cuando el héroe la salva, comienza a albergar una inmensa gratitud que finalmente se convierte en amor.

- Turbo el Perro, Lue el Delfín, Nome el Caracol y Marie la Muñeca son mascotas de Dr. Leo y de Lisa. En otros videojuegos, como Terranigma, Illusion of Time o Robotrek, otros juegos de Enix, también aparece un perro llamado Turbo.

- El rey Magridd es un rey necio, insensato y manipulable que dejó de relacionarse con sus súbditos. Esta insatisfacción le llevó a coaccionar a Dr. Leo para que construyese un artilugio que permitiese invocar a Deathtoll, ocasionando el declive del mundo y también el de sí mismo.

- La reina Magridd fue seducida por el poder desprendido de la maña de Dr. Leo y es la creadora del acuerdo con Deathtoll. Hace cualquier cosa por ostentar el poder incluso después de haber sido traicionada por Deathtoll.

- Datos: Q162562